# 브라흐마로카

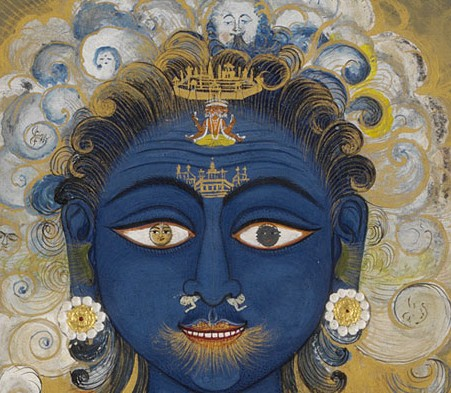
브라흐마로카(Brahmaloka)는 비슈누의 비슈바푸파 머리에서 우주인으로 보인다.

브라흐마로카(산스크리트어 : ब्रह्मालोक, IAST : Brahmāloka) 또는 사트야로카(산스크리트어 : सत्यलोक)는 비슈누, 시바와 함께 트리무르티를 구성하는 창조신 브라흐마가 배우자 사라스바티와 함께 머무는 거처이다. 그것은 또한 푸라나에서 브라흐마푸라라고도 한다. 브라흐마로카는 프라자파티로카에서 60,000,000마일 상공에 있는 것으로 묘사되며 구원론적으로 매우 중요한 것으로 간주된다. 그 거주자들이 다시는 죽음을 알지 못하는 영역, 요기와 함께 영원히 거하며 요가의 훌륭한 과즙을 마신다.

## 위치
브라흐마로카의 중심에는 브라흐마가 거주하는 거대한 궁전인 브라흐마푸라가 있다.

## 설명
브라흐마로카는 스바르가보다 우월한 것으로 간주되는 브라흐만으로 완전히 구성된 영역이며 불멸의 에너지, 지식 및 행복으로 가득 차 있다. 바가반의 행성으로도 알려져 있다.
다음의 진술은 브라흐마로카가 물질 영역 내에 생성되거나 위치하지 않는 영원한 바이쿤타이며 초월적 영혼의 고향임을 보여준다.
Brahman-lokah esa atma-lokah
 "브라흐마로카는 초월적 영혼의 행성이다."

찬도기야 우파니샤드는 8:1에서 다음과 같이 말한다.
"브라흐마푸라 안에는 작은 공간(안타라카사)이 있는 작은 연꽃이 있습니다. 그 안에 있는 것들을 찾아내야 합니다. 확실히, 그것은 사람들이 이해하기를 바라는 것입니다."

### 불교
불교에서 브라흐마로카, 즉 범천계는 범천의 거처인 가장 높은 천상의 세계를 가리킨다. 그것은 20개의 하늘, 즉 다음과 같이 구성된다.
- 아홉 평범한 범천계,
- 베하팔라
- 아산냐삿따
- 다섯 숫다바사
- 네 개의 무색계,

4개의 욕계를 제외한 모든 세계는 색계로 분류된다(거주자는 물질적임). 범천계의 주민들은 관능적인 욕망에서 자유롭다. 범천계는 범천이라고 불리는 더 높은 천신들로만 구성되며 범천계에서의 재생은 명상으로 인한 큰 덕의 결과이다. 자타카 이야기에는 또한 범천계에서 죽은 후 다시 태어난 명상을 수행한 고행자의 다양한 사례가 포함되어 있다. 더욱이 겁이 끝나면 나머지 세계는 멸망하겠지만 범천계는 살아남을 것이며 지구에 태어난 최초의 존재는 아바사라 범천계에서 왔다고 믿어진다. 여기에서 브라흐마는 지구를 방문하고 인간사에 관심을 갖는 것으로 표현된다. 이것이 나라다가 마하니파타 자타카의 주 브라흐마-나라다 이야기에서 앙가티 왕의 이단을 쫓아 내기 위해 범천계에서 내려온 이유이다.

## 같이 보기
- 바이쿤타
- 브라흐만
- 파라마트만
- 바가반
- 카일라스산

## 참고 문헌
- Self-Realization Brahmaanubhava: The Advaitic Perspective of Shankara: Brahmaanubhava: The Advaitic Perspective of Shankara (Cultural Heritage and Contemporary Change. Series Iiib, South Asia, V. 4) von Vensus A. George von Council for Research in Values & (Januar 2001) - page 103
- Sharma, Shubhra. Life In The Upanishads. Abhinav Publications; 1 edition (February 14, 2011)
- chhandogya upanishad as PDF
- Twitchell, Paul (1988) The Far Country. Illuminated Way Publishing. ISBN 0-914766-91-0ISBN 0-914766-91-0
- Twitchell, The Far Country as PDF